# Xã Spang, Quận Itasca, Minnesota
Xã Spang (tiếng Anh: Spang Township) là một xã thuộc quận Itasca, tiểu bang Minnesota, Hoa Kỳ. Năm 2010, dân số của xã này là 264 người.